# Flakstad
Flakstad ist eine Kommune in der Region Lofoten im norwegischen Fylke Nordland.

## Lage und Daten

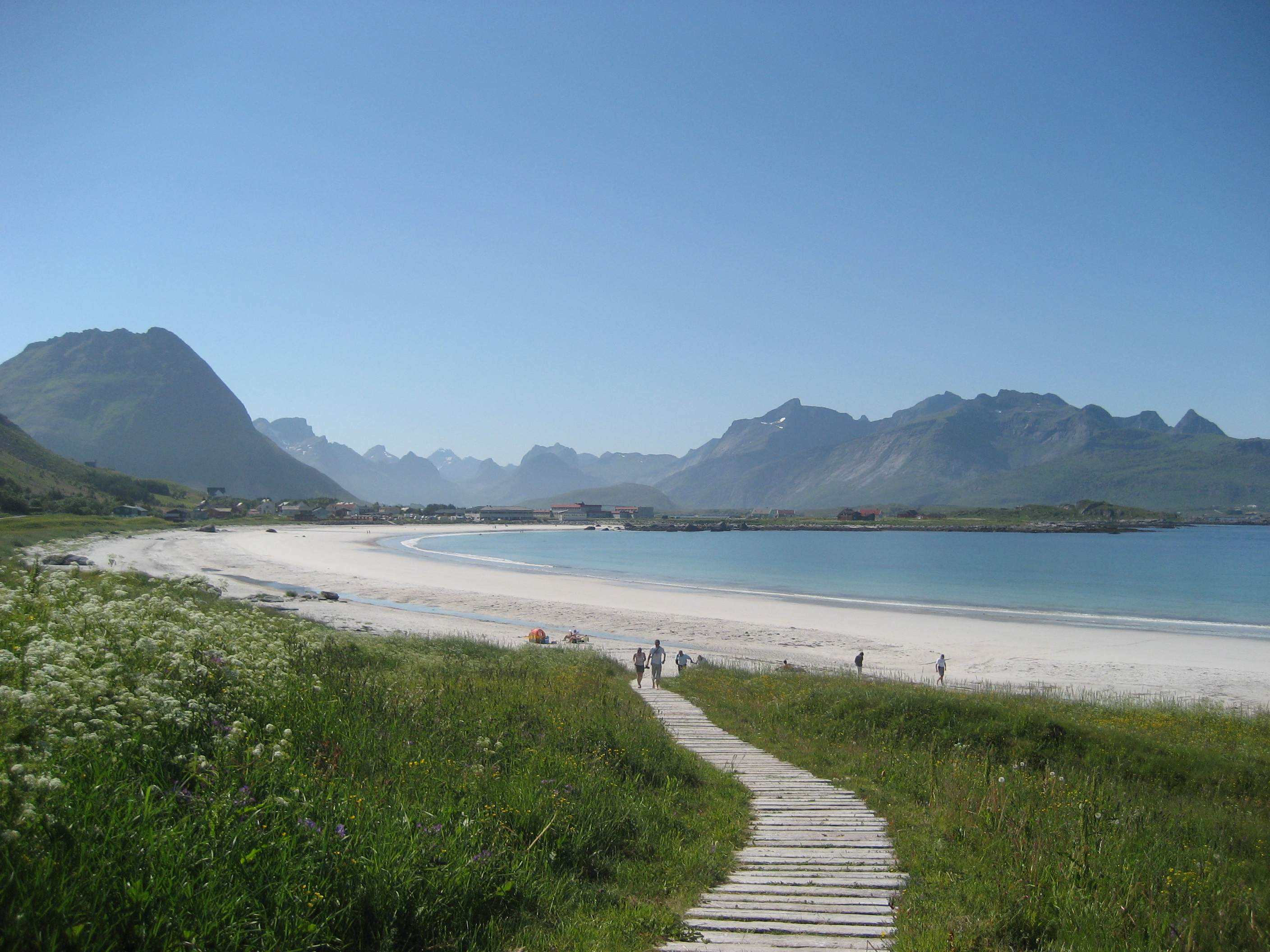
Strand bei Ramberg

Die Flakstad-Kommune liegt auf der Insel Flakstadøy und dem nördlichen Teil der Insel Moskenesøy.
Der Hauptort mit der Verwaltung ist Ramberg.
Die Orte in der Gemeinde Flakstad sind: Ramberg, Nusfjord, Vikten, Napp, Sund, Østre Nesland und Fredvang.

## Geschichte
Seit der Steinzeit gibt es im Raum Flakstad Siedlungen. Seit dem 16. Jahrhundert sind die Fischerdörfer Nusfjord und Sund bekannt.

## Wirtschaft und Verkehr
Der wichtigste Wirtschaftszweig ist die Fischerei, gefolgt von den Kunsthandwerksbetrieben in Vikten, Ramberg und Sund sowie dem Tourismus.
Die Europastraße 10 führt durch den Ort Ramberg. Der nächste Flughafen ist in Leknes auf Vestvagøy (33 km), der nächste Hurtigruten-Anleger ist in Stamsund (49 km), ebenfalls auf Vestvagøy.

## Sehenswürdigkeiten
- Kirche von Flakstad

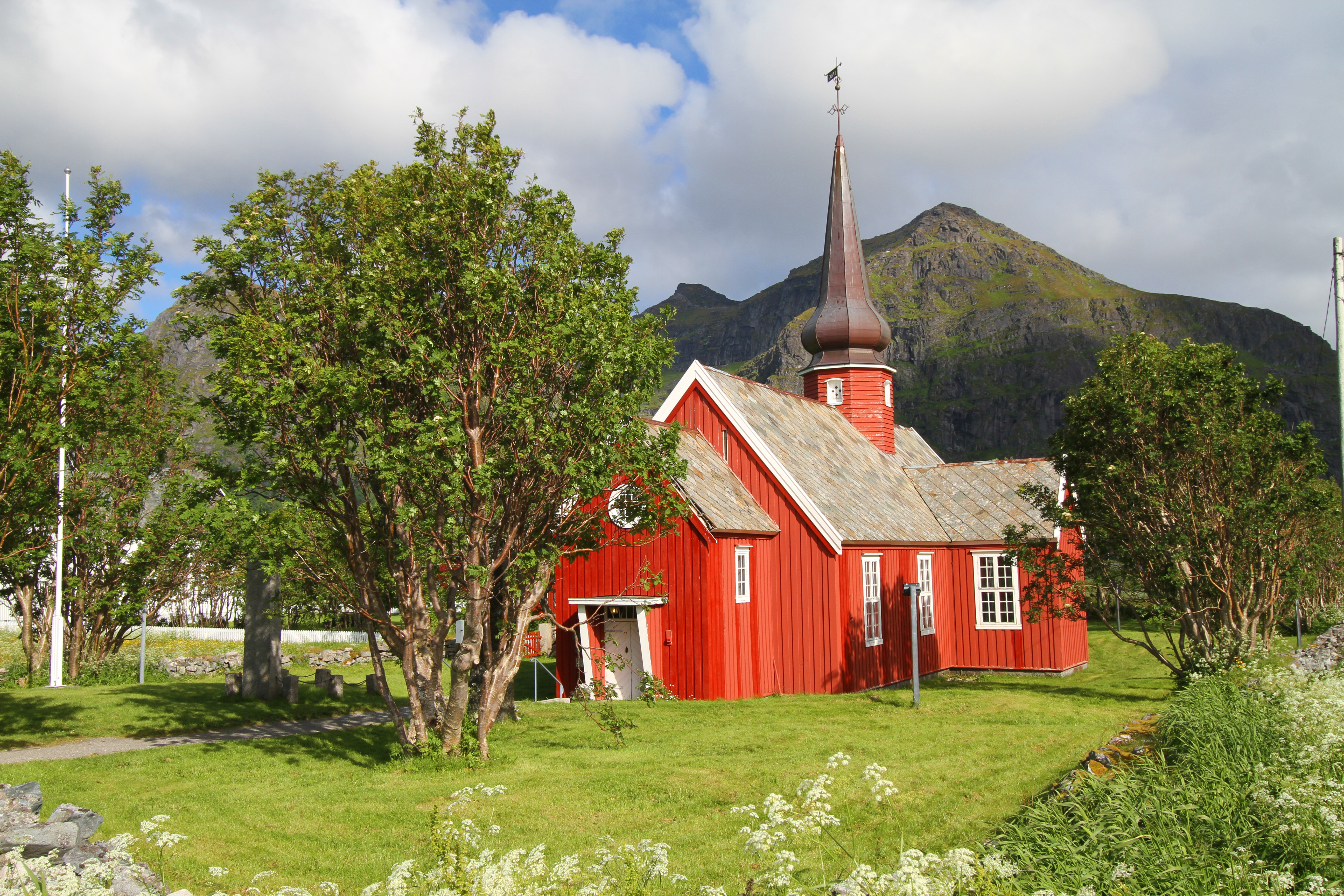
Kirche in Flakstad

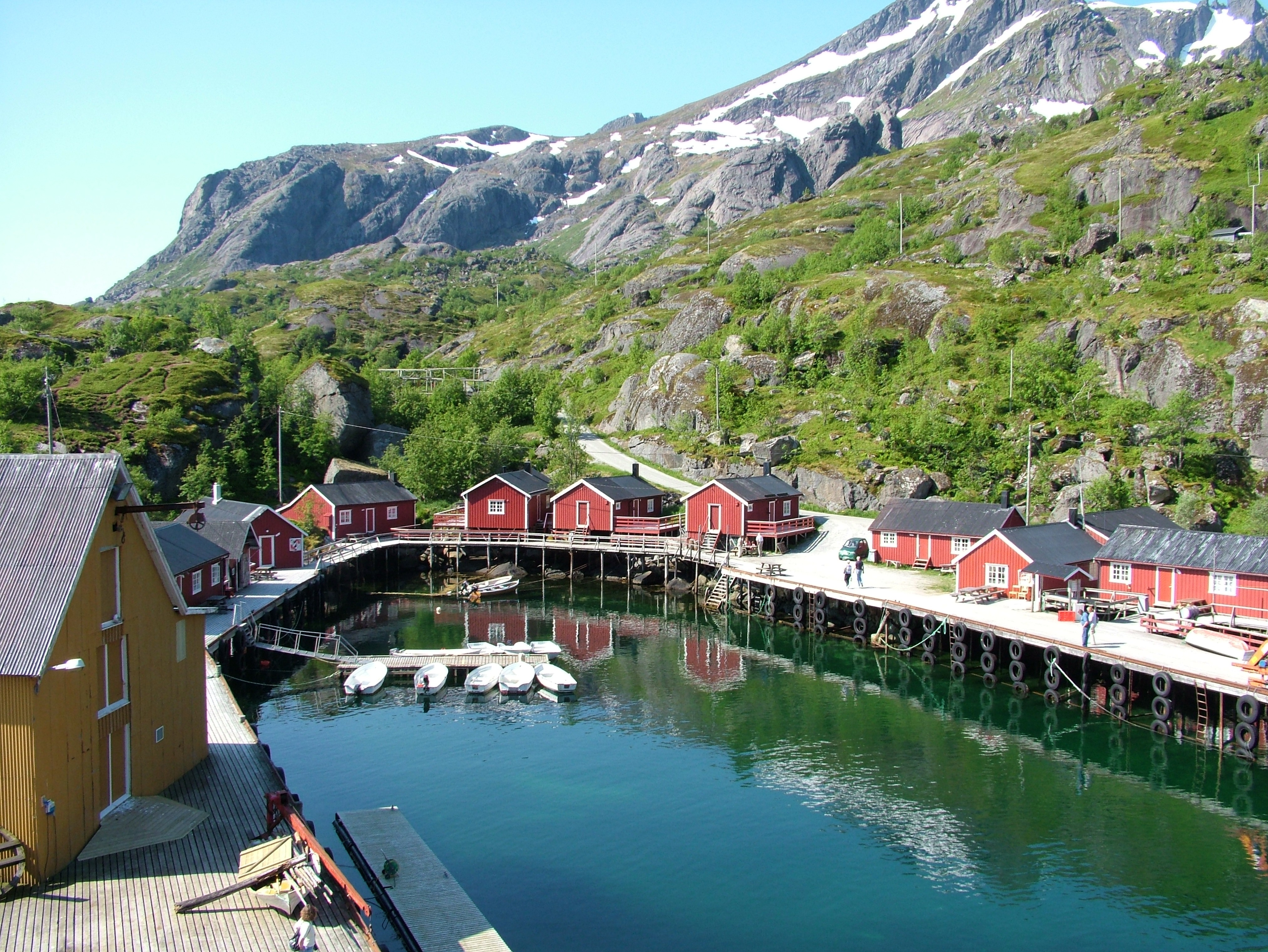
Nusfjord im Juni 2005

- Nusfjord, das gut in seiner Ursprünglichkeit erhaltene Fischerdorf
- Sund mit dem Fischereimuseum
- die Mitternachtssonne in der gesamten Rambergbucht

## Personen
- Birger Eriksen, norwegischer Offizier, * 1875 in Flakstad